# Pargny-lès-Reims
Pargny-lès-Reims is een gemeente in het Franse departement Marne (regio Grand Est) en telt 320 inwoners (2004). De plaats maakt deel uit van het arrondissement Reims.

## Geografie
De oppervlakte van Pargny-lès-Reims bedraagt 3,6 km², de bevolkingsdichtheid is 88,9 inwoners per km².
De onderstaande kaart toont de ligging van Pargny-lès-Reims met de belangrijkste infrastructuur en aangrenzende gemeenten.

## Demografie
Onderstaande figuur toont het verloop van het inwonertal (bron: INSEE-tellingen).